# Ausat
Ausat (francès Auzat) és un municipi francès del departament de l'Arieja i la regió d'Occitània.

## Geografia
Ausat és una ciutat situada als Pirineus, a les valls d'Ausat i de Vic de Sòs (Vicdessos). Limita amb Andorra i Catalunya, formant part del Parc Natural Regional dels Pirineus Ariejans.
El seu punt més alt és la Pica d'Estats (3.143 m), conegut també com «el sostre de l'Arieja», està situat al massis del Montcalm i marca el límit entre Catalunya i el país occità.

### Barris, llogarets i localitats
- Emperròt
- L'Artiga
- Marc
- Saleish
- Olbièr
- Arties
- Monicon
- Benasc
- Bassenç
- Cibèlla
- Ensèm
- Las Escalas
- La Tuta
- Horret
- Laujon
- Pradèiras
- Ranet d'Aval
- Ranet d'Amont
- Remolh
- Totós d'Aval
- Totós d'Amont

### Medi ambient
La ciutat va gaudir d'un ambient ric d'espais naturals però la industrialització ha deixat la seva empremta, en particular la fàbrica d'alumini Pechiney (tancada el 2003 i actualment abandonada) que ha deixat greus seqüeles mediambientals.
La fàbrica tenia un llindar alt segons la Directiva Seveso II. La planta tenia un abocador pròpi d'1,8 ha anomenat Masada, situat a pocs quilòmetres del lloc i a prop de Vic de Sòs. Aquest abocador va contaminar les aigües subterrànies i el sòl que donava suport a les activitats de la planta metal·lúrgica amb diversos contaminants, com els fluorurs, cianurs, hidrocarburs, arsènic, alumini i bari.
No obstant això, la presència d'espècies protegides com el trencalòs i de l'almesquera promet un futur més verd i més saludable per a aquest municipi.

## Història
- Segle XI: Primer assentament a la zona, anomenat Onost, amb l'església de Saint-Vincent d'Onost.
- Segle XII: Es crea el poble castral d'Ausat, amb cases al voltant del castell.
- Segles XII - XV: El poble forma part del domini del castell de Montréal-de-Sos, dels comtes de Foix.
- 1907: Construcció de la fàbrica d'alumini de Pechiney (fabricació de lingots i barres d'alumini).
- 1908: Construcció d'una planta hidroelèctrica per abastir d'electricitat a la fàbrica de Pechiney.
- 1911: Comença a circular el tren de Tarascon-sur-Ariège cap a Auzat (fins al 1932).
- 1939: Catàstrofe d'Izourt; una allau mata a 28 persones.[3]
- 1990: Implantació de la Société des eaux du Montcalm.
- 2003: Tancament de la fàbrica Pechiney.
- 2007: Inauguració de la Maison des patrimoines.
- 2011: Nou estadi d'atletisme, inaugurat amb la presència del President de la Federació Francesa d'Atletisme, Bernard Amsalem.

## Clima
El clima és temperat marítim. La classificació climàtica de Köppen és Cfb. La temperatura mitjana anual a Ausat és d'11 °C.
| Mesos                  | gen    | feb    | mar    | abr    | mai    | jun    | jul    | ago    | set    | oct    | nov    | des   | any    |
| ---------------------- | ------ | ------ | ------ | ------ | ------ | ------ | ------ | ------ | ------ | ------ | ------ | ----- | ------ |
| Mitjana de les màximes | 6,7°C  | 8,2°C  | 11,4°C | 13,8°C | 17,5°C | 21,6°C | 24,5°C | 24,3°C | 21,0°C | 15,9°C | 18,8°C | 6,5°C | 15,8°C |
| Mitjana de les mínimes | -0,4°C | -0,1°C | 2,2°C  | 4,1°C  | 7,7°C  | 11,3°C | 13,7°C | 13,7°C | 11,6°C | 7,2°C  | 3,0°C  | 0,6°C | 6,2°C  |
| Pluja                  | 52mm   | 54mm   | 63mm   | 73mm   | 94mm   | 93mm   | 60mm   | 81mm   | 77mm   | 67mm   | 68mm   | 67mm  | 849mm  |

## Agermanaments
- Quero, Itàlia en 2011

Des de 2003, la vall d'Ausat i de Vic de Sòs desenvolupen una relació especial amb Itàlia, sobretot amb el Vèneto i amb Friül - Venècia Júlia, lloc d'origen de la majoria de les víctimes del desastre d'Izourt, on van morir 29 italians i 3 francesos al 24 de març de 1939. L'associació «Ricordate» amb el suport de funcionaris electes, celebren esdeveniments i commemoracions per a les famílies de les víctimes per honrar els seus morts i per comprendre millor les circumstàncies de l'accident.

## Llocs i monuments
- El castell Montréal-de-Sos, situat sobre una roca escarpada i que dominant el llogaret d'Olbier.
- La vall de Vic de Sòs.
- Els llacs de Vic de Sòs.

## Fills i filles de la ciutat
- Jean Sérafin, futbolista
- Aimé Molinié, senador.